# Norm Nixon
Pour les articles homonymes, voir Nixon.
Norman Ellard Nixon, né le 11 octobre 1955 à Macon en Géorgie, est un ancien joueur américain de basket-ball en NBA, qui a passé dix saisons avec les Lakers de Los Angeles et les Clippers de San Diego/Los Angeles.

## Carrière
Norm Nixon est sélectionné au 22e rang de la draft 1977 par les Lakers à sa sortie de l'université Duquesne à Pittsburgh, Pennsylvanie. Il aide les Lakers à remporter le titre NBA en 1980 et 1982, avant qu'il ne soit transféré aux Clippers de San Diego au début de la saison 1983-1984 en échange des droits de la draft de Byron Scott.
Après six années avec les Lakers, il rejoint donc les Clippers. Lors de sa première saison avec cette équipe, il est le meilleur passeur de la ligue et participa au All-Star Game pour la deuxième fois. Après la saison 1985-1986, il passe l'essentiel de sa carrière sur la liste des blessés, prenant sa retraite sportive à l'issue de la saison 1988-1989. Avec les Clippers, il réalise 9,0 passes décisives de moyenne, record toujours actif aujourd'hui.
Lors de sa carrière, Nixon inscrit 12 065 points (15,7 points par match), 6 386 passes décisives (8,3 par match) en 768 matchs. Bien qu'il ait des statistiques impressionnantes, on se souvient de son lancer-franc raté à la fin d'un match Lakers-Spurs le 30 novembre 1982, qui entraîna une double violation des règles. Les arbitres se trompèrent en faisant jouer un entre-deux, au lieu de faire retirer le lancer-franc à Nixon, la fin de la rencontre étant rejouée en avril 1983.
Après son retrait du jeu, Nixon s'investit dans diverses affaires, et travaille comme commentateur radio pour les Clippers (2004-05), tout en étant consultant pour KABC-TV de 2005 à 2007.
Il est engagé par Fox Sports Net West/Prime Ticket|FSN West afin de succéder à Jack Haley en tant que consultant pour les matchs des Lakers à domicile.

## Palmarès
- 2× NBA champion (1980, 1982)
- 2× NBA All-Star (1982, 1985)
- NBA All-Rookie First Team (1978)
- Eastern 8 Player of the Year (1977)

## Vie privée
Norm Nixon est marié à l'actrice/productrice/réalisatrice/danseuse Debbie Allen et est le père de la danseuse Vivian Nixon et du joueur de basket-ball Norm Nixon Jr.

## Pour approfondir
- Liste des meilleurs passeurs en NBA en carrière.